# Дорожаево (Тутаевский район)
В Ярославской области есть еще одна деревня Дорожаево, в Ярославском районе.
Дорожаево — деревня Фоминского сельского округа Константиновского сельского поселения Тутаевского района Ярославской области .
Деревня находится на юго-востоке сельского поселения, к юго-востоку от Тутаева и посёлка Константиновский. Она стоит посреди поля на расстоянии около 500 м к юго-западу от федеральной трассы Р151 Ярославль—Тутаев. К юго-востоку от Дорожаево в непосредственной близости стоит деревня Щетино, а к западу — деревня  Павловское. К северу от Дорожаево, на другой стороне федеральной трассы стоит деревня Белавино. К востоку от этих деревень начинается Ярославский район .
Деревня Дорожаева указана на плане Генерального межевания Борисоглебского уезда 1792 года. В 1825 Борисолгебский уезд был объединён с Романовским уездом. По сведениям 1859 года деревня относилась к Романово-Борисоглебскому уезду .
На 1 января 2007 года в деревне Дорожаево числилось 2 постоянных жителя . По карте 1975 г. в деревне жило 10 человек. Почтовое отделение, находящееся в посёлке Микляиха, обслуживает в деревне 11 владений .